# Omero Tognon
Omero Tognon (ur. 3 marca 1924 roku w Padovie; zm. 23 sierpnia 1990 w Pordenone) – włoski piłkarz występujący na pozycji pomocnika.

## Życiorys
Omero Tognon przez prawie całą piłkarską karierę grał w zespole A.C. Milan. Zaliczył dla niego 335 ligowych pojedynków i strzelił dwie bramki. Pod koniec kariery przeszedł do drużyny Pordenone Calcio. Tognon wystąpił w czternastu spotkaniach reprezentacji Włoch. Był uczestnikiem mistrzostw świata 1950 oraz mistrzostw świata 1954.